# Bahnstrecke Smętowo–Szlachta
| Streckennummer: | 238                  |                                         |                                        |
| Kursbuchstrecke: | zuletzt 432          |                                         |                                        |
| Streckenlänge: | 46,654 km            |                                         |                                        |
| Spurweite: | 1435 mm (Normalspur) |                                         |                                        |
| |                      |                                         |                                        |
| \| \| \| von Tczew (Dirschau) \| \| \| \| \| von Opalenie Tczewskie (Münsterwalde) \| \| \| \| \| \| \| \| \| 75,596 \| Smętowo (Schmentau) \| 86 m \| \| \| \| nach Laskowice Pomorskie (Laskowitz) \| \| \| \| 78,783 \| Kopytkowo (ab 1989) \| 84 m \| \| \| 81,149 \| Stara Jania (Altjahn) \| 85 m \| \| \| 84,888 \| Mirotki (Mirottken/Miritz) \| 90 m \| \| \| 90,305 \| Skórcz (Skurz/Groß Wollental) \| 93 m \| \| \| \| nach Starogard Gdański (Pr. Stargard) \| \| \| \| \| Wielki Bukowiec[1] \| \| \| \| 96,715 \| Zelgoszcz (Zellgosch/Gotenau/Landesend) \| 112 m \| \| \| 101,046 \| Lubichowo (Lubichow/Lubichau/Liebichau) \| 107 m \| \| \| 107,512 \| Ocypel (Deutschheide) \| 110 m \| \| \| 117,155 \| Osieczna (Hagenort) \| 115 m \| \| \| \| von Laskowice Pomorskie (Laskowitz) \| \| \| \| 122,250 \| Szlachta (Königsbruch) \| 125 m \| \| \| \| nach und von Wierzchucin (Lindenbusch) \| \| \| \| \| nach Czersk \| \| |                      |                                         |                                        |
| Strecke |                      | von Tczew (Dirschau)                    | von Tczew (Dirschau)                   |
| Strecke von links (außer Betrieb) · Kreuzung geradeaus unten (Querstrecke außer Betrieb) · Strecke quer (außer Betrieb) |                      | von Opalenie Tczewskie (Münsterwalde)   | von Opalenie Tczewskie (Münsterwalde)  |
| Strecke nach links (außer Betrieb) · Abzweig geradeaus und ehemals von rechts |                      |                                         |                                        |
| Bahnhof | 75,596               | Smętowo (Schmentau)                     | 86 m                                   |
| Abzweig ehemals geradeaus und nach links |                      | nach Laskowice Pomorskie (Laskowitz)    | nach Laskowice Pomorskie (Laskowitz)   |
| Haltepunkt / Haltestelle (Strecke außer Betrieb) | 78,783               | Kopytkowo (ab 1989)                     | 84 m                                   |
| Bahnhof (Strecke außer Betrieb) | 81,149               | Stara Jania (Altjahn)                   | 85 m                                   |
| Bahnhof (Strecke außer Betrieb) | 84,888               | Mirotki (Mirottken/Miritz)              | 90 m                                   |
| Bahnhof (Strecke außer Betrieb) | 90,305               | Skórcz (Skurz/Groß Wollental)           | 93 m                                   |
| Abzweig geradeaus und nach rechts (Strecke außer Betrieb) |                      | nach Starogard Gdański (Pr. Stargard)   | nach Starogard Gdański (Pr. Stargard)  |
| Haltepunkt / Haltestelle (Strecke außer Betrieb) |                      | Wielki Bukowiec                         | Wielki Bukowiec                        |
| Bahnhof (Strecke außer Betrieb) | 96,715               | Zelgoszcz (Zellgosch/Gotenau/Landesend) | 112 m                                  |
| Bahnhof (Strecke außer Betrieb) | 101,046              | Lubichowo (Lubichow/Lubichau/Liebichau) | 107 m                                  |
| Bahnhof (Strecke außer Betrieb) | 107,512              | Ocypel (Deutschheide)                   | 110 m                                  |
| Bahnhof (Strecke außer Betrieb) | 117,155              | Osieczna (Hagenort)                     | 115 m                                  |
| Abzweig ehemals geradeaus und von links |                      | von Laskowice Pomorskie (Laskowitz)     | von Laskowice Pomorskie (Laskowitz)    |
| Bahnhof | 122,250              | Szlachta (Königsbruch)                  | 125 m                                  |
| Abzweig geradeaus, nach links und ehemals von links |                      | nach und von Wierzchucin (Lindenbusch)  | nach und von Wierzchucin (Lindenbusch) |
| Strecke |                      | nach Czersk                             | nach Czersk                            |

Die Bahnstrecke Smętowo–Szlachta ist eine ehemalige Eisenbahnstrecke in der polnischen Woiwodschaft Pommern.

## Verlauf

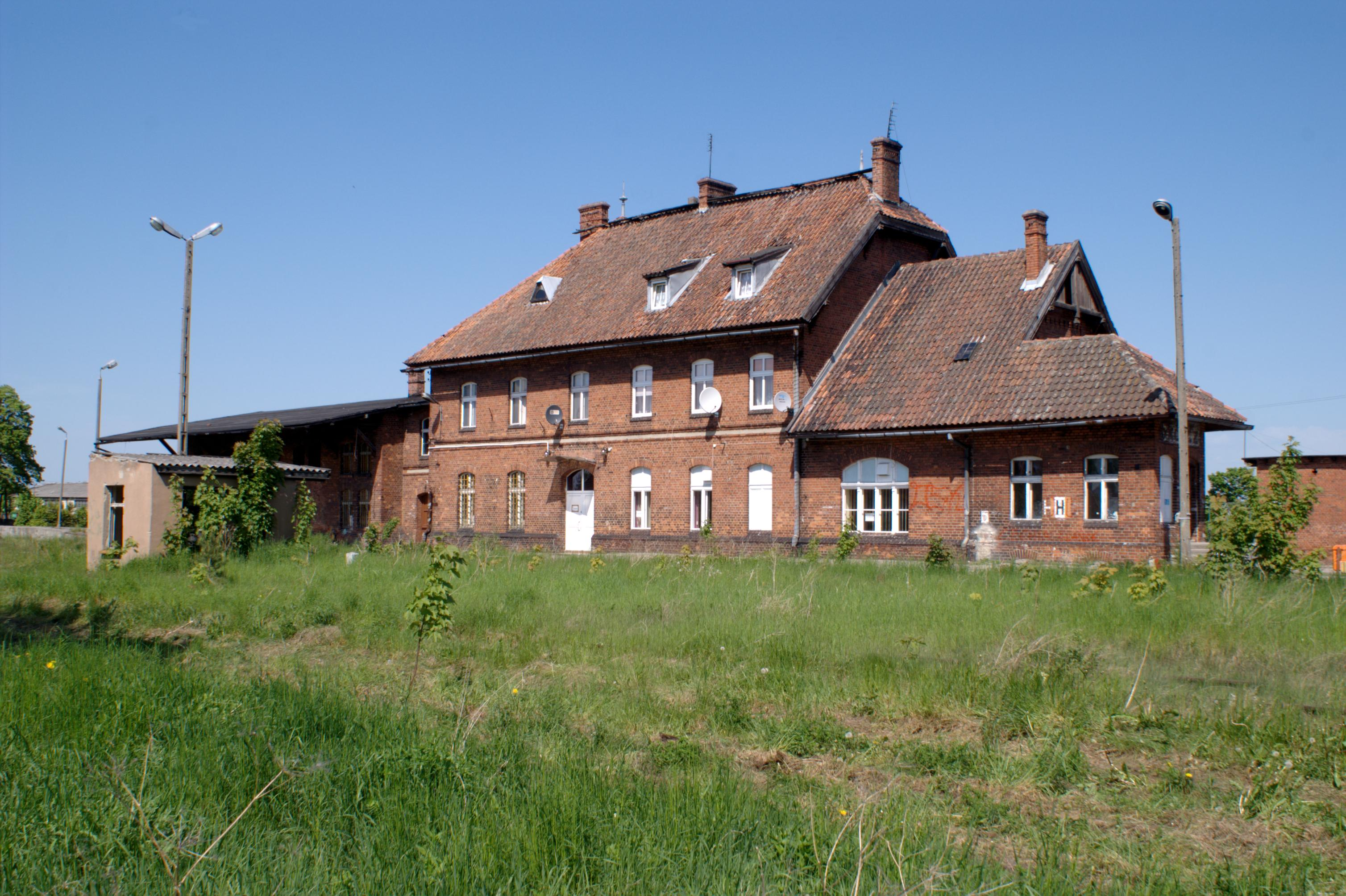
Bahnhof Skórcz (2010)

Aus der Bahnstrecke Marienwerder–Schmentau übergehend, begann die Strecke im Bahnhof Smętowo (Schmentau; km 75,596) an der Bahnstrecke Chorzów–Tczew und verlief westwärts über Skórcz (Skurz/Groß Wollental), den Beginn der Bahnstrecke Skórcz–Skarszewy, nach dem Bahnhof Szlachta (km 122,250), der zu deutschen Zeiten nicht nach Schlachta (polnisch Szlachta), sondern nach Königsbruch (polnisch Lipowa) benannt war. Er liegt an der Bahnstrecke Laskowice Pomorskie–Bąk, von der eine Verbindung, früher Gleisdreieck, zur Bahnstrecke Nowa Wieś Wielka–Gdynia bestand.
Die Kilometrierung der Strecke rührt daher, dass sie einst durchgängig von Miswalde verlief. Obwohl die Strecke seit 1945 dort nicht mehr beginnt und auch zwischen Marienwerder und Münsterwalde seit 1947 endgültig unterbrochen ist, ist der Nullpunkt der Kilometrierung weiterhin in Miswalde (polnisch Myślice). Der Ostteil zwischen Riesenburg (polnisch Prabuty) und Marienwerder (polnisch Kwidzyn) erhielt die Nummer 218, der Westteil zwischen Münsterwalde (polnisch Opalenie Tczewskie) und Königsbruch die Nummer 238.

## Geschichte
Der Abschnitt Schmentau–Skurz wurde am 1. Oktober 1902 als Nebenbahn der Preußischen Staatseisenbahnen eröffnet, die Fortsetzung nach Königsbruch folgt am 20. August 1908. Mit der Abtretung des Polnischen Korridors 1920 kam die Strecke erstmals zu den Polnischen Staatseisenbahnen, nach Ende der deutschen Besetzung Polens 1939–1945 im Zweiten Weltkrieg, währenddessen sie zur Deutschen Reichsbahn gehört hat, erneut. Am 29. Mai 1994 wurde der Personenverkehr eingestellt. Zwischen Skórzc und Szlachta wurde die Strecke 1999 stillgelegt, zwischen Smętowo und Skórcz 2000.

## Anmerkung
1. ↑  Bestandsdaten unklar